# Hans Schwenke (Politiker)
Hans Schwenke (* 28. Februar 1934 in Düsseldorf; † 19. Juni 2023 in Berlin) war ein deutscher Politiker (SED, Bündnis 90/Die Grünen, LD, FDP) und Abgeordneter. 1989/90 war er in der Vereinigten Linken (VL) aktiv und arbeitete 1990 im Komitee zur Auflösung des Ministeriums für Staatssicherheit mit.

## Leben
Sein Vater Jans Schwenke wurde als kommunistischer Widerstandskämpfer am 22. September 1944 im Strafgefängnis Berlin-Plötzensee hingerichtet, seine Mutter siedelte mit ihm im Frühsommer 1945 nach Berlin über. Hans Schwenke trat nach eigenen Angaben 1948 und 14-jährig der SED bei. Ab 1951 arbeitete er nach eigenen Angaben als hauptamtlicher „Leiter Agit-Prop“ im Deutschen Sportausschuß (DS), Sportvereinigung „Medizin“.
Aus der Partei wurde er nach eigenen Angaben 1981 auf seine Austrittserklärung hin ausgeschlossen. Er schloss sich Ende 1989 der Bürgerbewegung Vereinigte Linke (VL) an, als deren Vertreter er sich an der Auflösung des Ministeriums für Staatssicherheit beteiligte. Er nahm im September 1990 gemeinsam mit anderen Bürgerrechtlern an der Besetzung der ehemaligen Stasi-Zentrale in der Berliner Normannenstraße teil, um mittels Hungerstreik eine Freigabe der dort lagernden Akten zu erzwingen. Später wurde er Mitglied des „Bürgerkomitee 15. Januar“ und war zeitweilig auch dessen Vorsitzender.
Ab 1990 schrieb er als freier Mitarbeiter der VL für die Zeitung Neues Deutschland. Im selben Jahr als Mitglied der VL über die Landesliste von Bündnis 90/Die Grünen in die Ostberliner Stadtverordnetenversammlung gewählt, gelangte er ins Berliner Abgeordnetenhaus des wiedervereinigten Berlins. Dort trat er dann der Parlamentarischen Gruppe Neues Forum/Bürgerbewegung bei.
Seit 1990 ging Hans Schwenke von einer Überlebens-Anordnung 8/86 des Ministeriums für Staatssicherheit aus, der zufolge alles verfügbare DDR-Staatsvermögen in einer eventuellen Wende in die (geheime) Verwahrung von Offizieren des MfS im besonderen Einsatz (OibE) zu geben sei. Die These war im Jahre 1992 Gegenstand einer Kleinen Anfrage der Bundestagsabgeordneten Angelika Barbe und konnte in der Antwort der Bundesregierung nicht bestätigt werden.
Im Februar 1992 verließ er die Gruppe aus Protest gegen die Wahl von Rosemarie Will zur stellvertretenden Schriftführerin der Enquete-Kommission „Parlaments- und Verfassungsreform“ des Abgeordnetenhauses und trat als fraktionsloser Abgeordneter der linksliberalen Kleinpartei Liberale Demokraten bei und war zeitweilig deren stellvertretender Bundesvorsitzender.
1993 schloss er sich der FDP-Fraktion an, die er aber ein halbes Jahr später verließ. Bis zur Neuwahl war er wieder fraktionsloser Abgeordneter. Hans Schwenke trat 1997 dann doch in die FDP ein. Er kandidierte am 12. Februar 2000 für den nationalliberalen Flügel der Berliner FDP um das Amt des Landesvorsitzenden dieser Partei.
Bei einer Diskussionsveranstaltung zum Thema Bürgerbewegung am 9. Oktober 1996 verteidigte Schwenke seine politischen Wandlungen nach 1989 u. a. mit dem Argument, dass die Menschen bei der Umwandlung der DDR in einen besseren Staat nicht mitmachen wollten und man die enormen Summen, die die Bundesrepublik für Transferzahlungen an den Osten ausgebe, nicht gehabt hätte.

### Tätigkeit in Opferverbänden
Im Jahr 2000 konstituierte sich in Berlin die „Vereinigung Verfolgter und Gegner des Kommunismus“, initiiert u. a. von Angelika Barbe und Hans Schwenke. Die neue Interessenvertretung war erklärter Konkurrent des bisherigen west-dominierten Dachverbands „Union der Opferverbände Kommunistischer Gewaltherrschaft“ (UOKG), wurde jedoch überflüssig, als Barbe 2001 in den Vorstand des UOKG gewählt wurde. Hans Schwenke wurde im selben Jahr Bundesvorsitzender des „Bundes der Stalinistisch Verfolgten“ (BSV). Der Verein beschloss im Mai 2009 seine Selbstauflösung und empfahl seinen Mitgliedern den Beitritt in die Vereinigung der Opfer des Stalinismus, VOS.
Hans Schwenke war verheiratet und hatte zwei Kinder.